# Jennifer Rodriguezová
Jennifer Rodriguezová (* 8. června 1976 Miami, Florida) je bývalá americká bruslařka a rychlobruslařka.
Svoji sportovní kariéru začala krasobruslením na kolečkových bruslích, v němž získala na světových šampionátech stříbrnou a bronzovou medaili. Později se začala věnovat inline rychlobruslení, ve kterém se v roce 1993 stala mistryní světa. Teprve v roce 1996 zkusila rychlobruslení na ledě, ve Světovém poháru debutovala na začátku roku 1997. O rok později se probojovala na Zimní olympijské hry v Naganu, kde v závodě na 3 km skončila čtvrtá a na poloviční trati dojela osmá. Již v této sezóně získala též několik dalších předních umístění na velkých světových akcích, byla pátá na Mistrovství světa ve víceboji a pátá a šestá na šampionátu na jednotlivých tratích (3000 a 1500 m). V roce 1999 se stala první mistryní Severní Ameriky a Oceánie, z kontinentálního šampionátu si v následujících letech odvezla další zlatou a bronzovou medaili. Nadále se umísťovala na předních příčkách v závodech na 1000, 1500 i 3000 m, z olympiády v Salt Lake City si odvezla dvě bronzové medaile, zúčastnila se i následujících dvou zimních olympijských her v Turíně a ve Vancouveru. Po roce 2002 získala též několik medailí z mistrovství světa na jednotlivých tratích i z mistrovství světa ve sprintu, které v roce 2005 vyhrála. V sezóně 2003/2004 zvítězila v celkovém hodnocení Světového poháru v závodech na 1000 m. Po přestávce v letech 2006–2008 se vrátila k rychlobruslení, ale již ne s takovou výkonností. Poslední závod odjela ve finále Světového poháru v březnu 2010.
V letech 2002–2008 byla vdaná za amerického rychlobruslaře KC Boutiettea.